# Adrian Ludwig Richter
Adrian Ludwig Richter (Friedrichstadt, perto de Dresden, 28 de setembro de 1803 — Dresden, 19 de junho de 1884) foi um importante pintor e desenhista alemão dos períodos pós-romântico e Biedermeier.

## Biografia

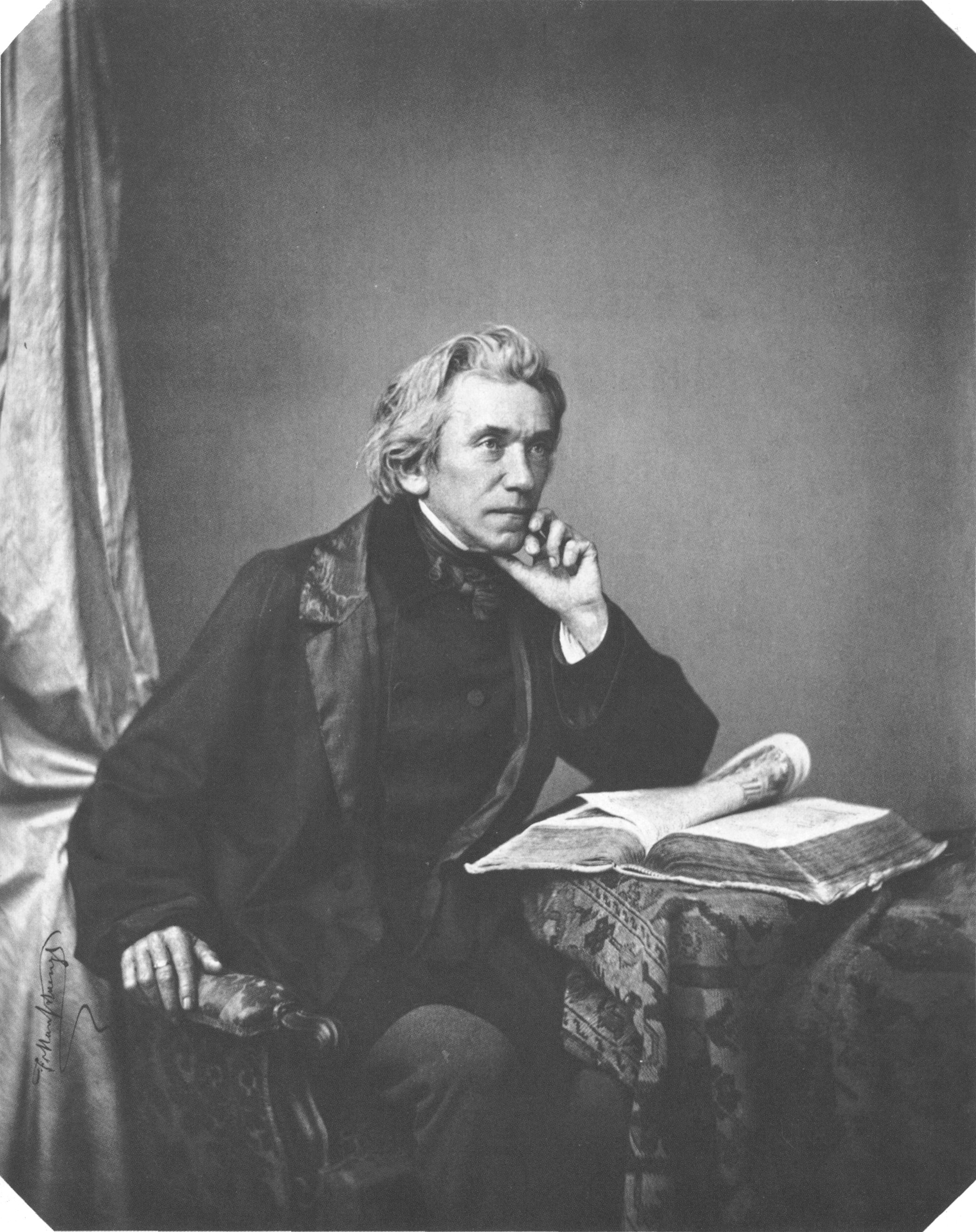
Ludwig Richter por Franz Hanfstaengl por volta de 1860

Adrian Ludwig Richter nasceu em Friedrichstadt em 28 de setembro de 1803, filho do desenhista e gravurista Carl August Richter. O avô de Ludwig Richter, Heinrich Carl Richter, foi camareiro de Johann Georg, Conde de Schönfeld no Castelo de Wachau e, mais tarde, tornou-se gravurista. Ludwig Richter tinha laços estreitos com Wachau e com a vizinha Seifersdorf, com seu jardim paisagístico, por meio de seus avós e de seu pai, que nasceu em Wachau.
Depois que Ludwig Richter terminou seus estudos regulares em 1815, ele começou a trabalhar como aprendiz de seu pai. Naquela época, suas gravuras eram influenciadas principalmente por Johann Christoph Erhard e Daniel Chodowiecki. Para satisfazer sua inclinação artística, ele também estudou na Academia de Belas Artes de Dresden com uma bolsa de estudos. De 1820 a 1821, acompanhou o príncipe russo Narishkin em uma viagem ao sul da França e a Paris como desenhista. Lá, produziu desenhos e pinturas, que mais tarde foram dados de presente à czarina russa Isabel Alexeievna. Richter viveu em Dresden de 1821 a 1823. O editor Johann Christoph Arnold possibilitou que ele vivesse em Roma de 1823 a 1826, e seu Tempestade nos Montes Sabinos em exposição no Museu Städel, em Frankfurt am Main, é um dos raros temas italianos de seu pincel.
Na época, muitos artistas de língua alemã viviam em Roma. Lá ele fez amizade com pintores alemães como Joseph Anton Koch, Carl Gottlieb Peschel, Julius Schnorr von Carolsfeld, Ernst Ferdinand Oehme, Carl Wagner e Friedrich Ludwig von Maydell. Os intercâmbios com o diplomata e filólogo Christian Karl Josias von Bunsen e o teólogo Richard Rothe consolidaram a base intelectual de sua arte. Foi lá que sua visão da pintura de paisagens foi moldada por ideias idealistas de harmonia entre o homem e a natureza. Ele criou pinturas importantes, como “A Watzmann” e “Vale próximo a Amalfi”. Seu círculo de amigos posteriores também incluía o pintor e arquiteto Woldemar Hermann, de Dresden.

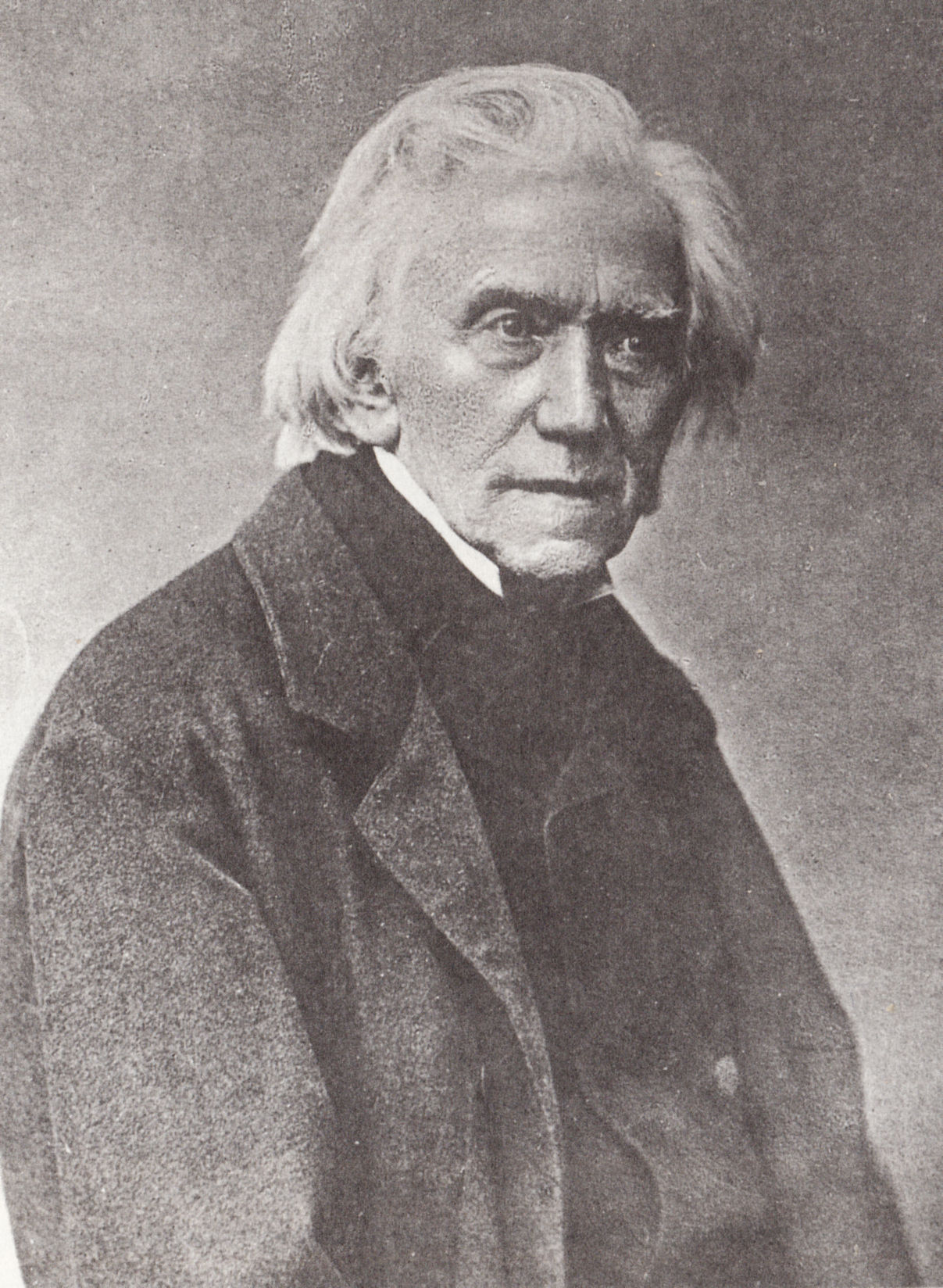
Fotografia do retrato de Ludwig Richter por August Kotzsch por volta de 1880

Seu período em Roma também foi marcado por sua conversão à fé cristã. Em suas memórias, ele escreve no dia de Ano Novo de 1825: “Como um relâmpago, fui atingido pela percepção: 'Encontrei Deus, encontrei meu Salvador! Agora tudo está bem, agora estou eternamente bem!” 
Após retornar à Alemanha, Ludwig Richter casou-se com Augusta (1804–1854), nascida Freudenberg, em Dresden, em 1827. Em 1828 trabalhou como designer para a fábrica de porcelana de Meissen, morando em uma casa em Schlossbrucke, perto do castelo e da catedral, de 1828 a 1836. Em 1836, sucedeu seu pai como professor na classe de paisagens da Academia de Arte de Dresden e lecionou nessa escola de 1828 a 1835, onde Gottfried Pulian foi um de seus alunos. Para a série “Das malerische und romantische Deutschland”, da editora Georg Wigand, de Leipzig, ele criou as chapas para os volumes Harz, pelos quais viajou começando em Ballenstedt no final do verão de 1836, Francônia e as Montanhas dos Gigantes. Ele utilizou a proximidade do rio Elba e sua beleza para seu trabalho, especialmente as vistas do navio, e assim, em 1837, criou, entre outras coisas, a pintura “Überfahrt am Schreckenstein”. Agora ele também começou a produzir ilustrações em xilogravura para livros, que o tornariam famoso. Nessa época, ele também foi nomeado professor de pintura de paisagem em Dresden e atingiu seu auge na pintura ilustrativa em 1842.
Richter ilustrou contos de fadas, incluindo a famosa edição de 1842 de Volksmährchen der Deutschen, de Johann Karl August Musäus,  considerado um dos mais belos livros ilustrados do século XIX. Ele também ilustrou coleções de canções e trabalhos de portfólio (Kinderleben, 1852). Outras publicações importantes de suas xilogravuras incluíram Erbauliches und Beschauliches, Neuer Strauß fürs Haus, Goethe-Album e Schillers Glocke. No total, ilustrou mais de 150 livros. Foi o mais popular, e de várias formas o ilustrador alemão mais típico de meados do século XIX. Seu trabalho é tão tipicamente alemão e tão familiar como são os contos de fadas dos irmãos Grimm, para quem ele produziu várias xilogravuras.

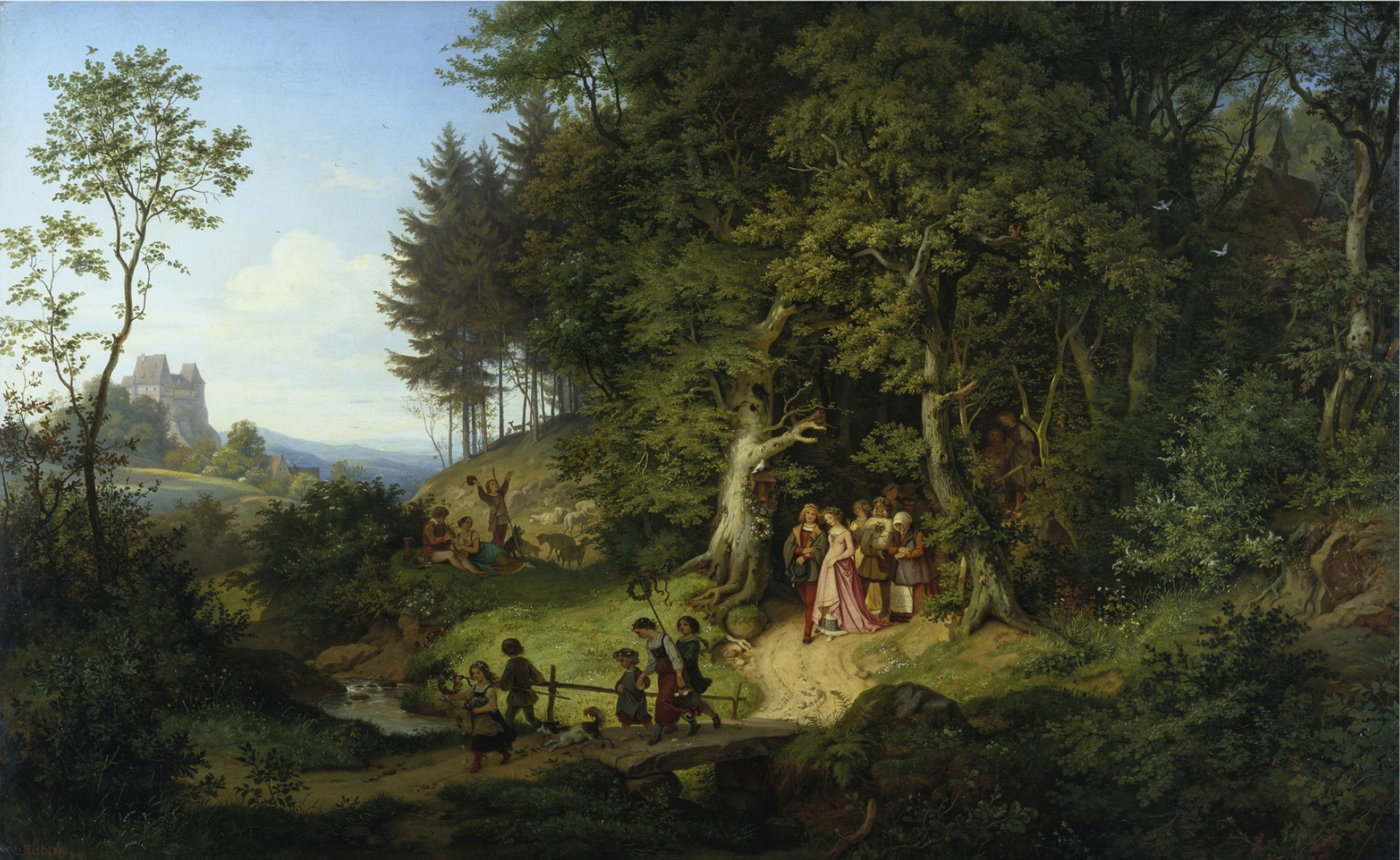
Cortejo nupcial na primavera (1847)

O interesse de sua vida pacata centra-se no círculo de sua arte. Como pintor Richter objetiva uma mistura plena da figura humana com a paisagem e pode ser avaliado pelos seguintes exemplos: "Colheita na Campagna" (1833) e outros três no Museu de Leipzig: "Travessia no Schreckenstein" (1836) e a "Cortejo nupcial na Primavera" (1847), na Galeria de Dresden; "Panorama do Riesengebirge" (1839), na Galeria Nacional de Berlim. Um de seus protegidos mais notáveis foi Hermann Lungkwitz.
Depois da pintura “Brautzug im Frühling” (Cortejo nupcial na Primavera), de 1847, sua última pintura a óleo, “Im Juni” (Em junho), foi criada em 1859. Suas realizações artísticas foram homenageadas com uma medalha de ouro na Exposição Mundial de Paris, em 1855, pela pintura “Brautzug im Frühling”. Em 1859, recebeu um doutorado honorário da Universidade de Leipzig e, em 1869, começou a escrever sobre sua vida. Richter teve que parar de desenhar e pintar em 1873 devido a um problema ocular agudo. Portanto, deixou a Academia de Belas Artes de Dresden em 1876. Dois anos depois, ele também deixou o Conselho Acadêmico.
Ludwig Richter aposentou-se em 1877, e morreu em Loschwitz, um bairro de Dresden, em 19 de junho de 1884 sendo homenageado com um magnífico funeral de Estado no Novo Cemitério Católico em Dresden-Friedrichstadt.
O chefe da Chancelaria do Estado da Saxônia, Erich Gottschald (1887–1949), foi seu bisneto.

## Obras

### Xilogravuras
O número de xilogravuras é estimado em mais de 3 mil, incluindo recortes, variações e folhas de correção. Conforme um catálogo cronológico da obra gráfica de Richter, publicado em 1922 em sua segunda edição, há cerca de 2 660 xilogravuras de Ludwig Richter.

### Exposições

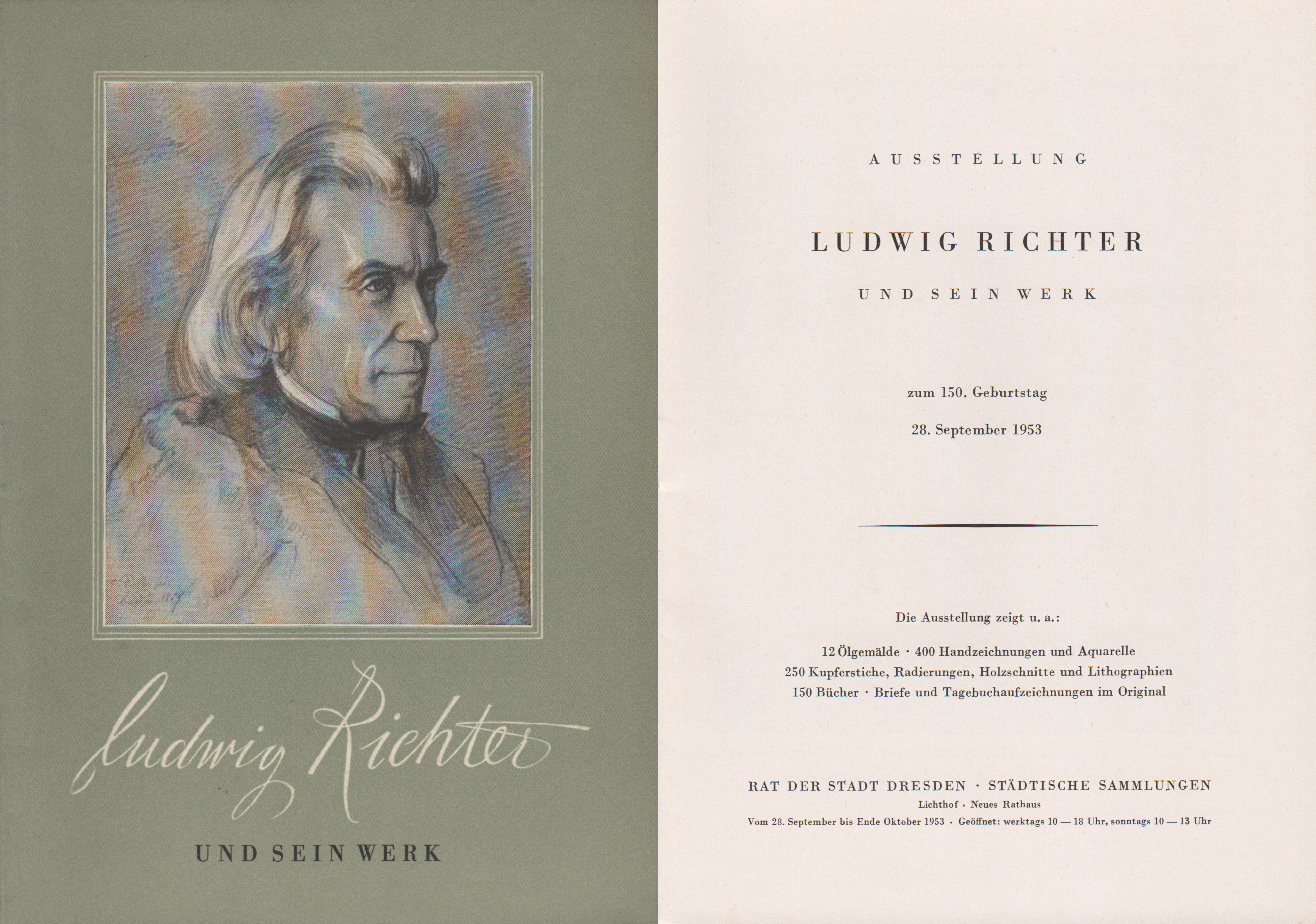
Livreto da exposição sobre Ludwig Richter e seu trabalho (setembro de 1953)

Para marcar o 150.º aniversário do nascimento de Ludwig Richter, a cidade de Dresden abriu uma exposição sobre seu trabalho no átrio da prefeitura em 28 de setembro de 1953.

### Gravuras e desenhos
- Photographisches Richter-Album. Fünfzehn Handzeichnungen. Dresden [circa 1874–1875] (Edição digitalizada).
- Naturstudien. 10 Vorlegeblätter für Landschaftszeichner. Dresden 1879 (Edição digitalizada).
- Landschaften. Zwölf Original-Radirungen. Leipzig 1875 (Edição digitalizada).
- Carl August Richter e Ludwig Richter: 70 mahlerische An- und Aussichten der Umgegend von Dresden in einem Kreise von sechs bis acht Meilen. Arnoldische Buchhandlung, Dresden um 1820 (Edição digitalizada).

### Ilustrações (seleção)
Edições digitalizadas da Universidade e da Biblioteca Estadual de Düsseldorf:
- Em:  ABC-Buch für kleine und große Kinder / gezeichnet von Dresdner Künstlern. Mit Erzählungen und Liedern von R. Reinick und Singweisen von Ferdinand Hiller. – Leipzig: Georg Wigand, 1845. – Edição digitalizada
- Em: Album deutscher Kunst und Dichtung. Mit Holzschnitten nach Originalzeichnungen der Künstler, ausgeführt von R. Brend’amour. Ed. Friedrich Bodenstedt. – Berlim: Grote, 1867. Edição digitalizada
- Em: Howitt, Mary Botham. The Dusseldorf artist’s album. – Düsseldorf: Arnz, 1854. Edição digitalizada
- Em:  Der neue Kinderfreund. Ed. de Hermann Kletke.
  - Volume 1. – Berlim: Duncker, 1843. Digitalisierte Ausgabe
  - Volume 2: Deutscher Kinderschatz. – Berlim: Duncker, 1845. Edição digitalizada
- Em: Musäus, Johann Karl/ Klee, Julius Ludwig (Ed.). Volksmährchen der Deutschen. Mit Holzschnitten nach Originalzeichnungen. – Leipzig: Mayer e Wigand, 1842. Edição digitalizada

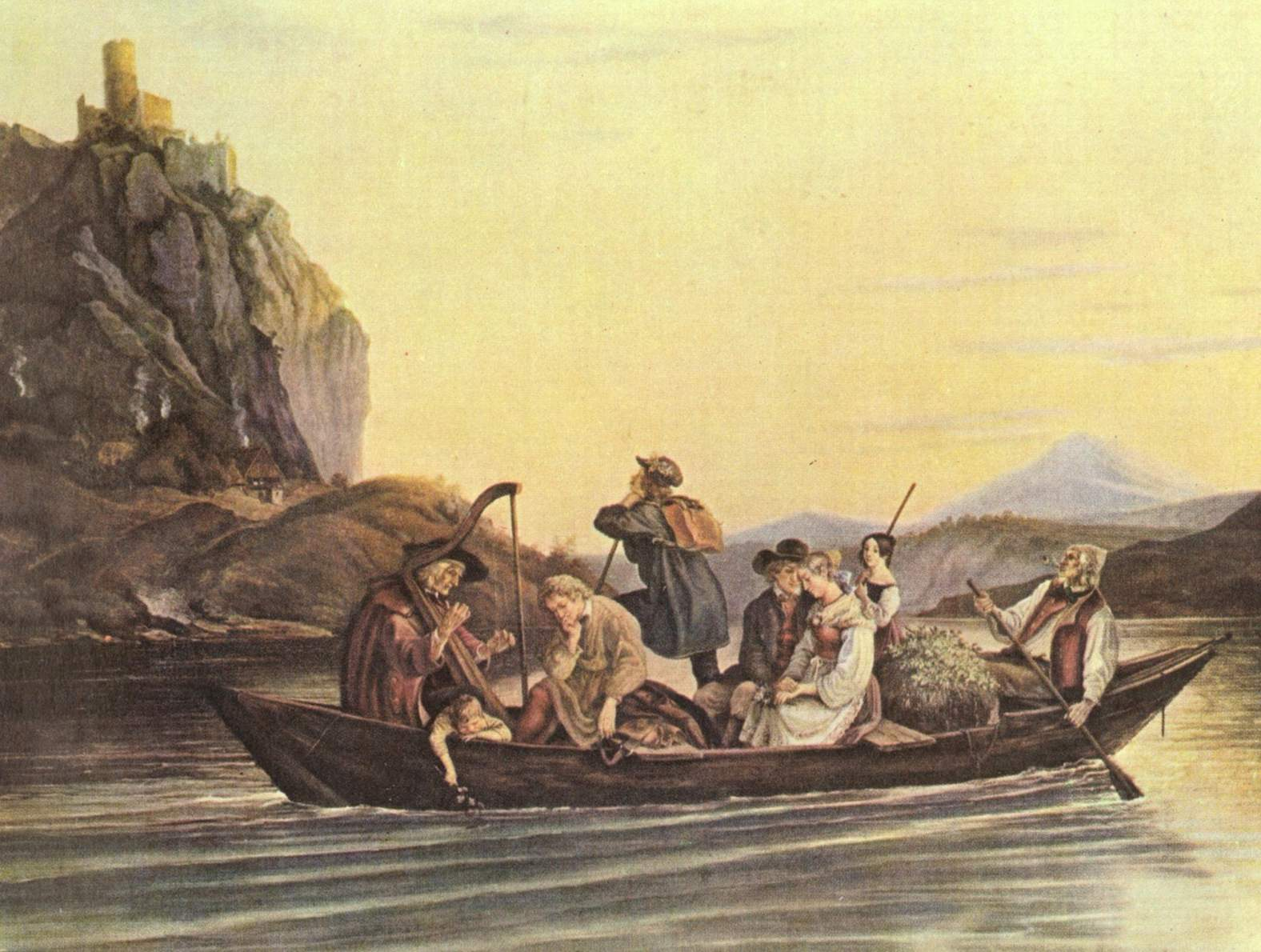
Travessia no Schreckenstein, 1837
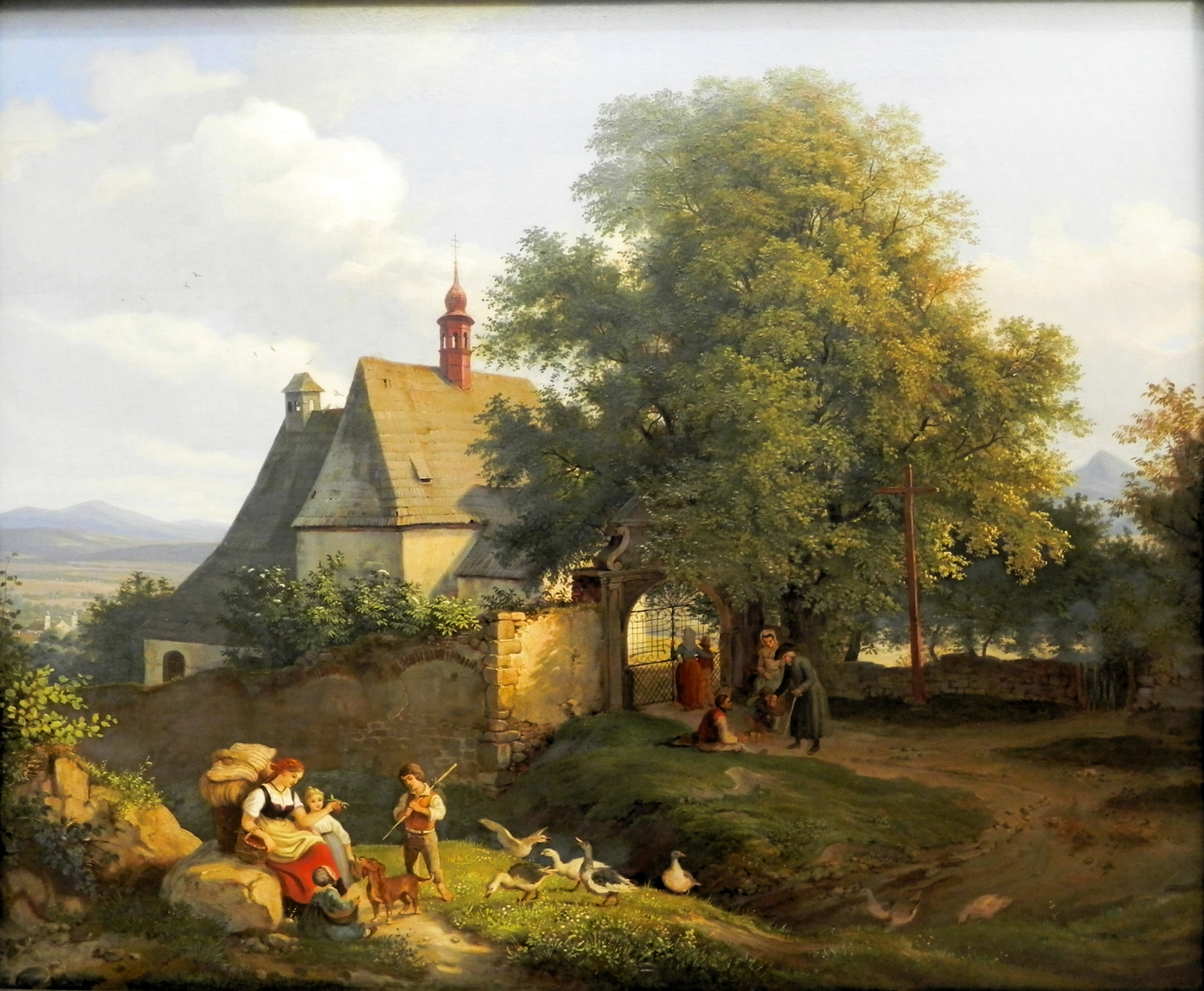
Igreja de Santa Ana em Graupen, na Boêmia
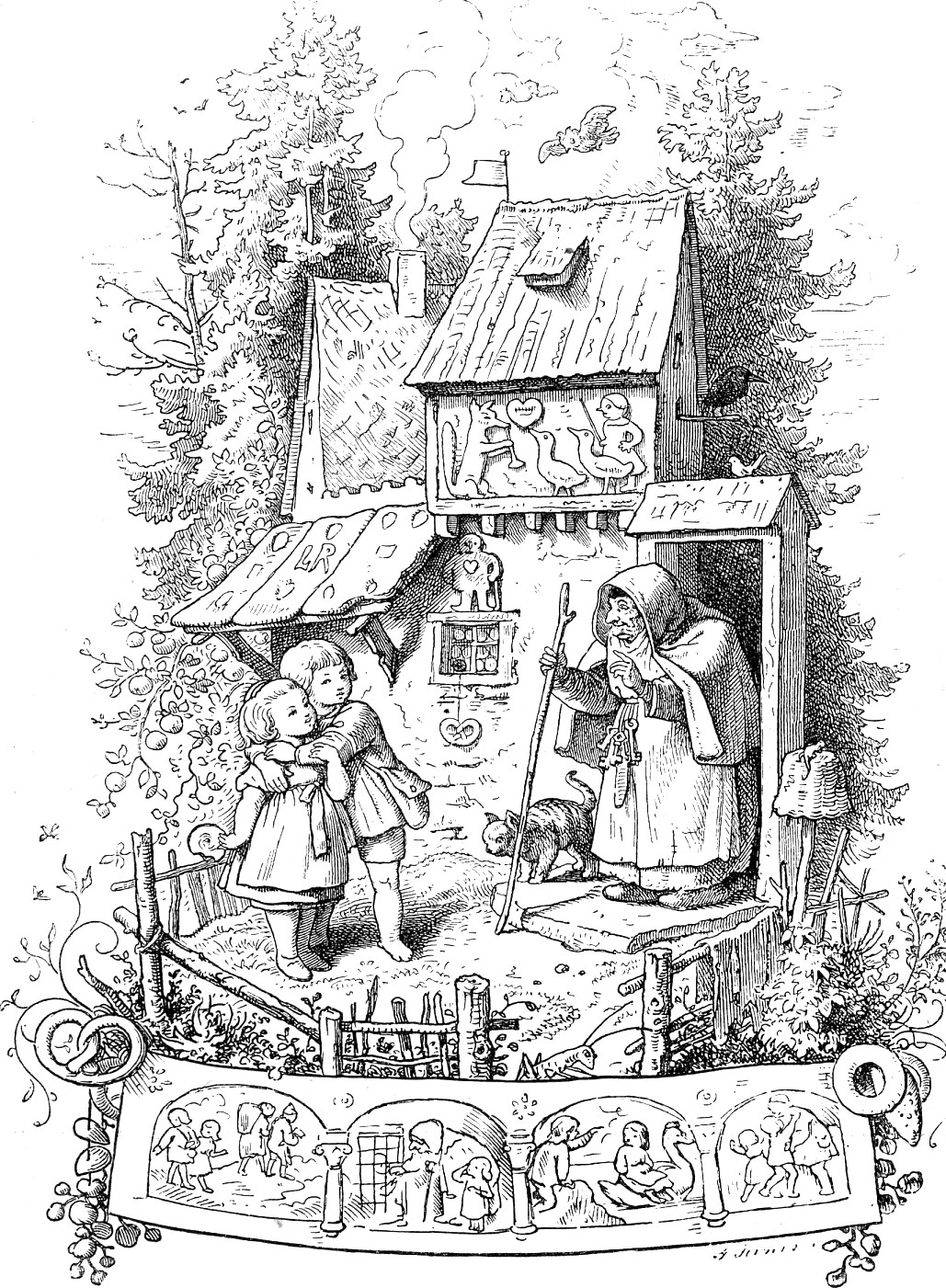
Ilustração para Hänsel e Gretel
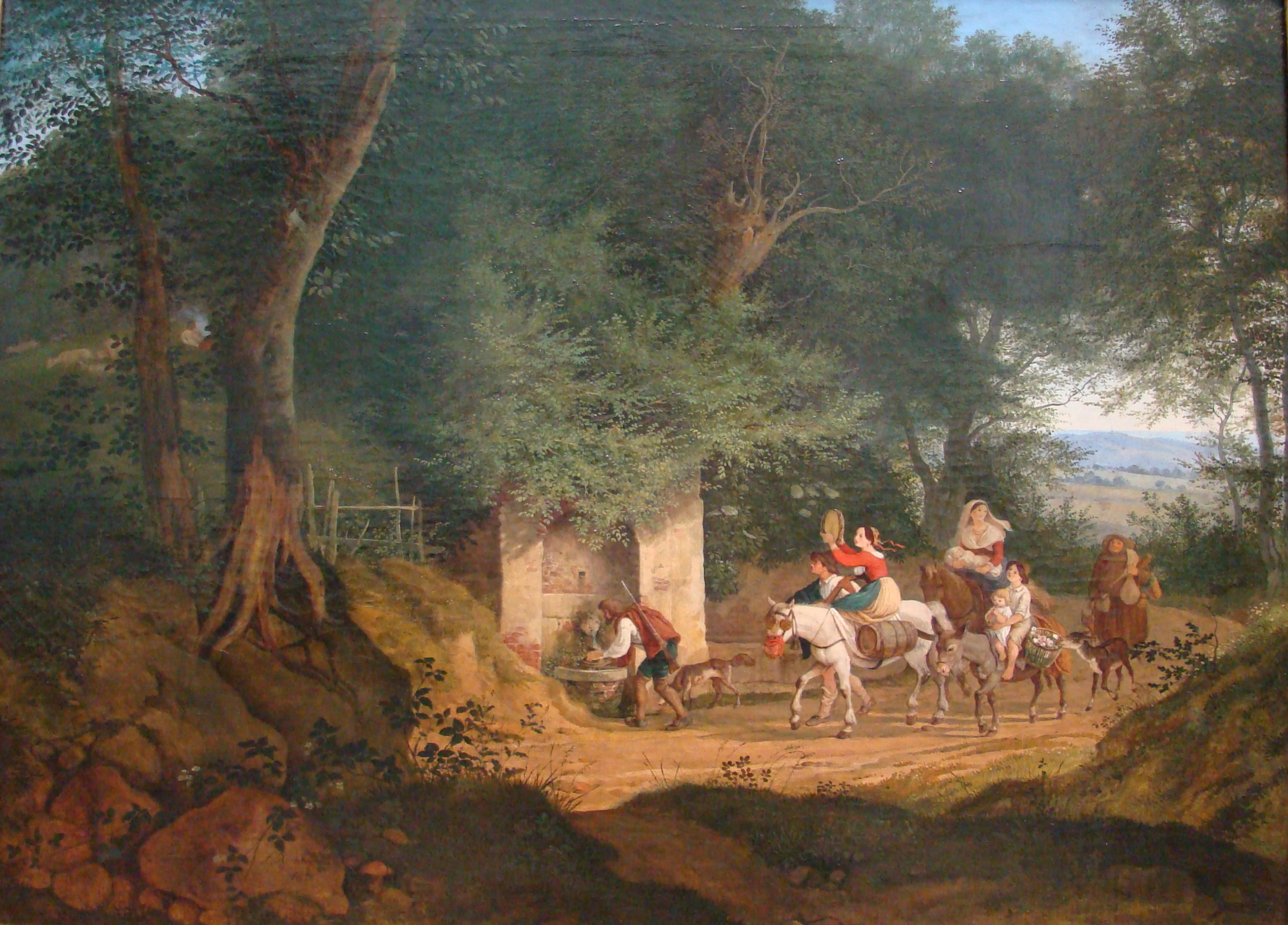
Fonte da floresta perto de Ariccia, 1831, Alte Nationalgalerie
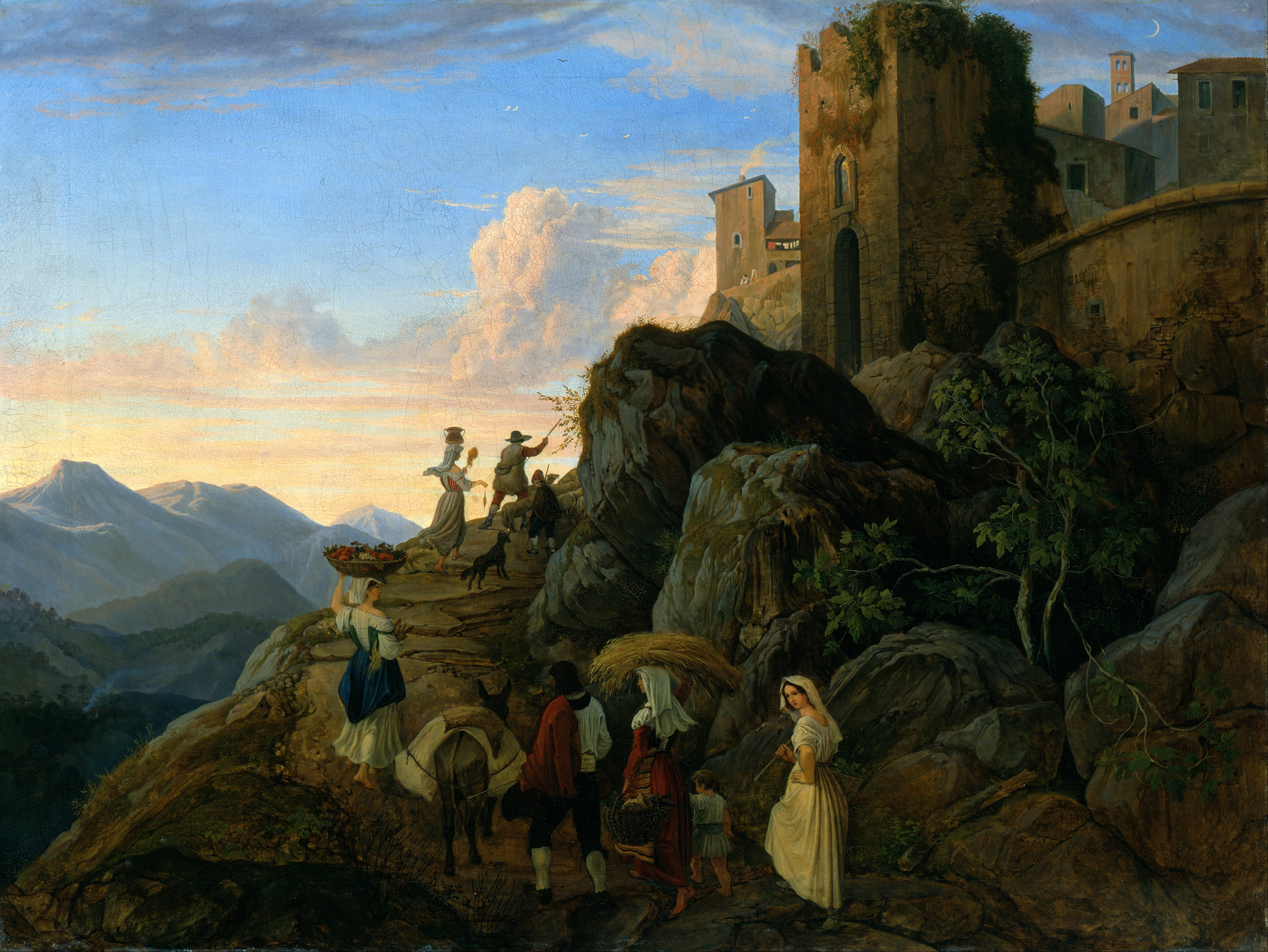
Civitella (Der Abend) (1827/1828); nota: a mulher em primeiro plano representa a esposa de Richter
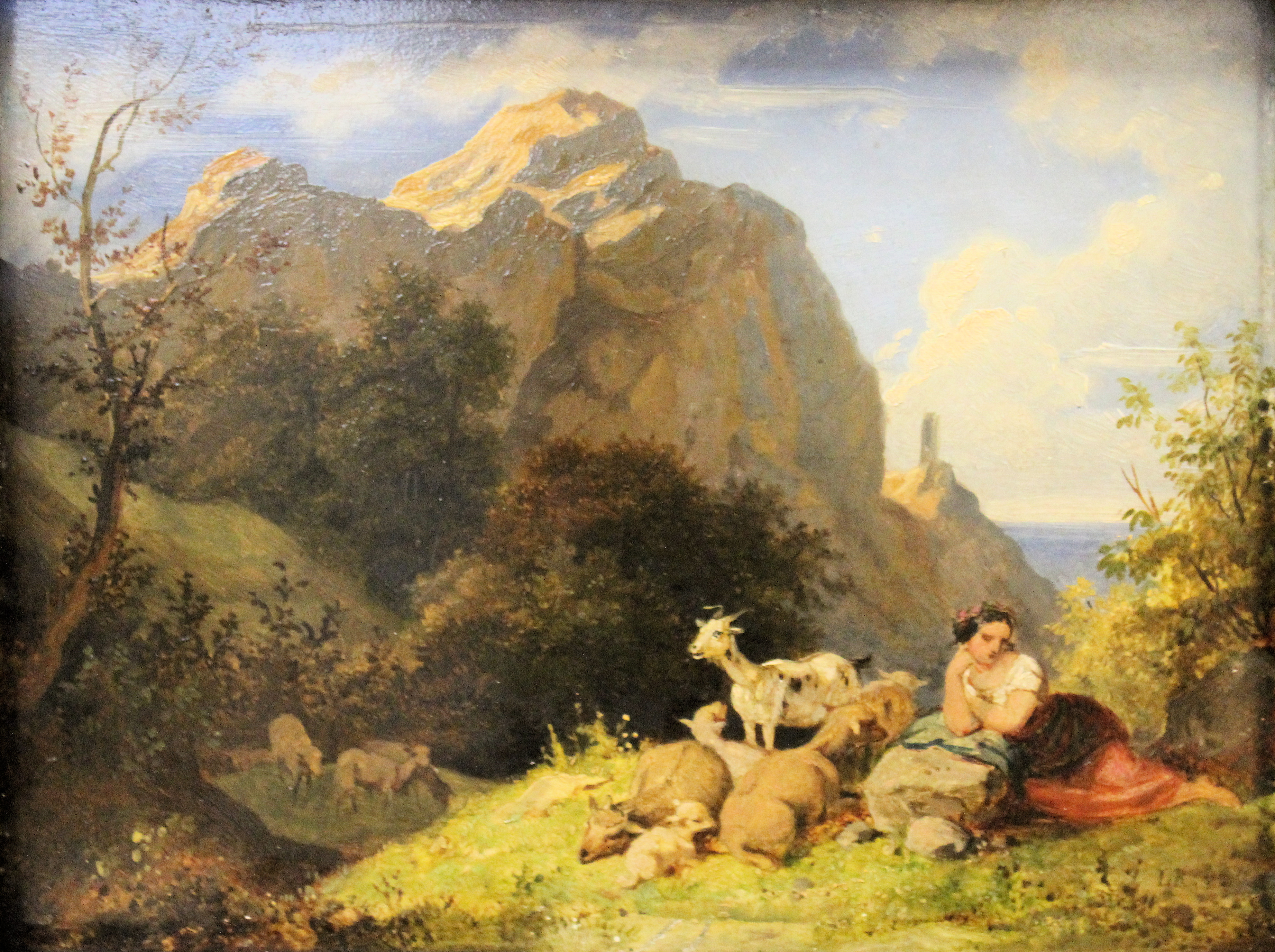
Pastora de cabras no vale próximo a Amalfi

### Publicações
- Ludwig Richter: Lebenserinnerungen eines deutschen Malers. Alt, Frankfurt am Main 1885, editada por seu filho Heinrich.